# Ingénierie tissulaire de la muqueuse buccale
 (avril 2022).
Si vous disposez d'ouvrages ou d'articles de référence ou si vous connaissez des sites web de qualité traitant du thème abordé ici, merci de compléter l'article en donnant les références utiles à sa vérifiabilité et en les liant à la section « Notes et références ».
 (mars 2022).
La mise en forme du texte ne suit pas les recommandations de Wikipédia : il faut le « wikifier ».
Les points d'amélioration suivants sont les cas les plus fréquents. Le détail des points à revoir est peut-être précisé sur la page de discussion.
- Les titres sont pré-formatés par le logiciel. Ils ne sont ni en capitales, ni en gras.
- Le texte ne doit pas être écrit en capitales (les noms de famille non plus), ni en gras, ni en italique, ni en « petit »…
- Le gras n'est utilisé que pour surligner le titre de l'article dans l'introduction, une seule fois.
- L'italique est rarement utilisé : mots en langue étrangère, titres d'œuvres, noms de bateaux, etc.
- Les citations ne sont pas en italique mais en corps de texte normal. Elles sont entourées par des guillemets français : « et ».
- Les listes à puces sont à éviter, des paragraphes rédigés étant largement préférés. Les tableaux sont à réserver à la présentation de données structurées (résultats, etc.).
- Les appels de note de bas de page (petits chiffres en exposant, introduits par l'outil «  Source ») sont à placer entre la fin de phrase et le point final[comme ça].
- Les liens internes (vers d'autres articles de Wikipédia) sont à choisir avec parcimonie. Créez des liens vers des articles approfondissant le sujet. Les termes génériques sans rapport avec le sujet sont à éviter, ainsi que les répétitions de liens vers un même terme.
- Les liens externes sont à placer uniquement dans une section « Liens externes », à la fin de l'article. Ces liens sont à choisir avec parcimonie suivant les règles définies. Si un lien sert de source à l'article, son insertion dans le texte est à faire par les notes de bas de page.
- La présentation des références doit suivre les conventions bibliographiques. Il est recommandé d'utiliser les modèles {{Ouvrage}}, {{Chapitre}}, {{Article}}, {{Lien web}} et/ou {{Bibliographie}}. Le mode d'édition visuel peut mettre en forme automatiquement les références.
- Insérer une infobox (cadre d'informations à droite) n'est pas obligatoire pour parachever la mise en page.

Pour une aide détaillée, merci de consulter Aide:Wikification.
Si vous pensez que ces points ont été résolus, vous pouvez retirer ce bandeau et améliorer la mise en forme d'un autre article.
 (avril 2022).
L'ingénierie tissulaire de la muqueuse buccale est le domaine de la reconstruction de la bouche de l'homme, endommagé par des pathologies ou des accidents, par remplacement des tissus par des greffes autologues et des feuilles épithéliales cultivées.

## Greffes autologues
Les greffes autologues sont utilisées afin de transférer le tissu d'un endroit à l'autre dans le même corps. L'utilisation de greffes autologues empêche les réactions de rejet de transplantation.
Les greffes utilisées pour le rétablissement de la bouche sont de préférence tirées de la cavité orale elle-même (comme les greffes gingivales et palatines). Cependant, leur disponibilité limitée et leur petite taille conduisent à l'utilisation de transplantations cutanées ou de muqueuses intestinales pour pouvoir couvrir de plus grands défauts.
En plus de la pénurie de tissus, la morbidité sur le site du donneur est un problème commun qui peut se produire lorsque des greffes autologues sont utilisées. Lorsqu'on obtient le tissu d'un endroit autre que la cavité buccale (comme l'intestin ou la peau), il existe un risque que la greffe ne soit pas capable de perdre ses caractéristiques de tissu donneur original. Par exemple, les greffes de peau sont souvent prises de l'avant-bras radial ou du bras latéral supérieur lorsqu'elles couvrent des défauts plus étendus. Un aspect positif de l'utilisation de greffes cutanées est la grande disponibilité de la peau. Cependant, les greffes de peau diffèrent de la muqueuse orale en: consistance, couleur et motif de kératinisation. La greffe de peau transplantée continue souvent à croître cheveux dans la cavité buccale.

## Muqueuse buccale normale
Pour mieux comprendre les défis de la construction de la muqueuse buccale avec l'ingénierie d'épaisseur complète, il est important de comprendre d'abord la structure normale de la muqueuse buccale. La muqueuse orale normale se compose de deux couches, la couche épithéliale pavimenteuse stratifiée supérieure et la couche propre inférieure. La couche épithéliale se compose de quatre couches:
- Strate basale (couche basale)
- Stratum spinosum (couche épineuse)
- Stratum granulosum (couche granuleuse)
- Stratum corneum (couche kératinisée/superficielle)

Selon la région de la bouche, l'épithélium peut être kératinifié ou non kératinifié. L'épithélium pavimenteux non kératinisé couvre le palais mou, les lèvres, les joues et le sol de la bouche. L'épithélium pavimenteux kératinisé est présent dans la gencive et le palais dur. La kératinisation est la différenciation des kératinocytes dans la couche granulaire des cellules de surface morte pour former la couche cornéenne. Les cellules se différencient strictement au fur et à mesure qu'elles mesurent la surface (de la couche basale où les cellules progéniteuses se trouvent sur la surface morte).
La feuille propre est une couche fibreuse de tissu conjonctif constitué d'un réseau de fibres de collagène et d'élastine de type 1 et de type 3. Les principales cellules de la feuille propre sont les fibroblastes, responsables de la production de la matrice extracellulaire. La membrane basale forme le bord entre la couche épithéliale et la lame propre.

## Muqueuse buccale issue de l'ingénierie tissulaire

### Muqueuse buccale artificielle d'épaisseur partielle
Les techniques de culture cellulaire permettent de produire des feuilles épithéliales pour le remplacement de la muqueuse orale endommagée. L'ingénierie du tissu d'épaisseur utilise un type de couche cellulaire, cela peut être en monochromes ou multicouches. Les feuilles épithéliales monocouches sont suffisantes pour l'étude de la biologie de base de la muqueuse orale, par exemple, ses réponses à des stimuli tels que le stress mécanique, l'ajout de facteur de croissance et les dommages par rayonnement. La muqueuse orale, cependant, est une structure multicouche complexe avec des cellules proliférantes et différenciantes et des lames épithéliales monocouches qui se sont avérées fragiles, difficiles à manipuler et susceptibles de se contracter sans matrice extracellulaire de support. Les lames épithéliales monocouches peuvent être utilisées pour la fabrication de cultures multicouches. Ces couches épithéliales multicouches montrent des signes de différenciation tels que la formation d'une membrane basale et la kératinisation. Les fibroblastes sont les cellules les plus courantes dans la matrice extracellulaire et sont importantes pour la morphogenèse épithéliale. Si les fibroblastes sont absents de la matrice, l'épithélium cesse de proliférer mais continue à se différencier. Les structures obtenues par l'ingénierie de la muqueuse buccale d'épaisseur constante forment la base de l'ingénierie de la muqueuse buccale d'épaisseur complète.

### Muqueuse buccale d'ingénierie tissulaire pleine épaisseur
Avec l'avancée de l'ingénierie tissulaire a été développé une approche alternative: la muqueuse orale d'ingénierie d'épaisseur complète. La muqueuse orale avec l'ingénierie d'épaisseur complète est une meilleure simulation de la situation in vivo parce qu'ils prennent en compte la structure anatomique de la muqueuse orale native. Les problèmes, tels que la pénurie de tissu et la morbidité sur le lieu du donneur, ne se produisent pas lorsque la muqueuse orale est utilisée avec l'ingénierie d'épaisseur complète.
L'objectif principal lors de la production d'une muqueuse buccale artificielle de pleine épaisseur est de la faire ressembler autant que possible à la muqueuse buccale normale. Ceci est réalisé en utilisant une combinaison de différents types de cellules et d'échafaudages.
- Propre feuille: elle est simule en semant des fibroblastes oraux, produisant une matrice extracellulaire, dans une carcasse biocompatible (poreuse) et en les cultivant dans un moyen de différenciation des fibroblastes.
- Membrane basale: contient des protéines tel que le collagène de type IV, laminine, fibronectine et intégrines. Idéalement, la membrane basale doit contenir une lame lucide et une lame dense.
- Épithélium pavimenteux stratifié : il est simulé par des kératinocytes oraux cultivés dans un milieu contenant des facteurs de croissance de kératinocytes tels que le facteur de croissance épidermique (FEAG).

Pour obtenir les meilleurs résultats, le type et l'origine des fibroblastes et des kératinocytes utilisés dans l'ingénierie tissulaire de la muqueuse buccale sont des facteurs importants à prendre en compte. Les fibroblastes sont généralement prélevés dans le derme de la peau ou de la muqueuse buccale. Les kératinocytes peuvent être isolés de différentes zones de la cavité buccale (telles que le palais ou la gencive). Il est important que les fibroblastes et les kératinocytes soient utilisés le plus tôt possible car la fonction de ces cellules diminue avec le temps. Les kératinocytes et fibroblastes greffés doivent s'adapter à leur nouvel environnement et adopter leur fonction. Il y a un risque de perdre le tissu greffé si les cellules ne s'adaptent pas correctement. Cette adaptation se fait plus facilement lorsque les cellules du tissu donneur ressemblent aux cellules du tissu natif.

## Échafaudages
Un échafaudage ou une matrice sert de structure de support temporaire (matrice extracellulaire), l'architecture initiale, sur laquelle les cellules peuvent se développer en trois dimensions dans le tissu souhaité. Un échafaudage doit fournir l'environnement nécessaire à la croissance et à la différenciation cellulaires ; il doit fournir la force nécessaire pour résister aux contraintes mécaniques et guider leur croissance. De plus, les échafaudages doivent être biodégradables et se dégrader au même rythme que le tissu se régénère pour être remplacé de manière optimale. Il existe de nombreux échafaudages parmi lesquels choisir et lors du choix d'un échafaudage biocompatibilité, la porosité et la stabilité doivent également être prises en compte. Les échafaudages disponibles pour l'ingénierie tissulaire de la muqueuse buccale sont :

### Échafaudages d'origine naturelle
- Derme acellulaire . Un derme acellulaire est fabriqué en prélevant les cellules (épiderme et fibroblastes dermiques) d'une peau en deux parties. Il a deux côtés : un côté a une lame basale adaptée aux cellules épithéliales, et l'autre est adapté à l'infiltration des fibroblastes car il a des canaux vasculaires intacts. Il est durable, capable de conserver sa structure et ne déclenche pas de réactions immunitaires (non immunogène).
- Membrane Amniotique . La membrane amniotique, la partie interne du placenta, possède une épaisse membrane basale de collagène de type IV et de laminine et de tissu conjonctif avasculaire.

### Substituts de peau peuplés de fibroblastes
Les substituts cutanés peuplés de fibroblastes sont des échafaudages qui contiennent des fibroblastes capables de proliférer et de produire une matrice extracellulaire et des facteurs de croissance en 2 à 3 semaines. Cela crée une matrice similaire à celle d'un derme. Les types disponibles dans le commerce sont par exemple :
- Dermagreffe™
- Apligraf™
- Orcel™
- Polyactive™
- Hyalograf 3D™

### Échafaudages à base de gélatine
La gélatine est la forme dénaturée du collagène. La gélatine possède plusieurs avantages pour une application en ingénierie tissulaire : elle attire les fibroblastes, est non immunogène, facile à manipuler et stimule la formation d'épithélium. Il existe trois types d'échafaudages à base de gélatine :
- Matrice de dextran oxydé à la gélatine
- Matrice de dextrane gélatine-chitosan-oxydé
- Matrice gélatine-glucane
- Matrice gélatine-hyaluronate
- Matrice d'acide hyaluronique gélatine-chitosane.

Le glucane est un polysaccharide aux propriétés antibactériennes, antivirales et anticoagulantes. De l'acide hyaluronique est ajouté pour améliorer les propriétés biologiques et mécaniques de la matrice.

### Échafaudages à base de collagène

#### Échafaudages de collagène pur
Le collagène est le composant principal de la matrice extracellulaire. Les échafaudages de collagène soutiennent efficacement la croissance des fibroblastes, ce qui permet aux kératinocytes de bien se développer en multicouches. Le collagène (principalement le collagène de type I) est souvent utilisé comme échafaudage car il est biocompatible, non immunogène et disponible. Cependant, le collagène se biodégrade relativement rapidement et ne résiste pas bien aux forces mécaniques. Des caractéristiques améliorées peuvent être créées en réticulant des matrices à base de collagène : c'est une méthode efficace pour corriger l'instabilité et les propriétés mécaniques.

#### Échafaudages composés de collagène
Des échafaudages composés à base de collagène ont été développés dans le but d'améliorer la fonction de ces échafaudages pour l'ingénierie tissulaire. Un exemple d'échafaudage composé de collagène est la matrice collagène-chitosane. Le chitosane est un polysaccharide chimiquement similaire à la cellulose. Contrairement au collagène, le chitosane se biodégrade relativement lentement. Cependant, le chitosane est peu biocompatible avec les fibroblastes. Pour améliorer la stabilité des échafaudages contenant de la gélatine ou du collagène et la biocompatibilité du chitosane est faite en réticulant les deux ; ils compensent les lacunes de l'autre.
La membrane collagène-élastine, la matrice collagène-glycosaminoglycane (C-GAG), la matrice de collagène réticulé Integra™ et Terudermis® sont d'autres exemples d'échafaudages composés de collagène.

### Échafaudages à base de fibrine
Les échafaudages à base de fibrine contiennent de la fibrine qui donne la stabilité aux kératinocytes. De plus, ils sont simples à reproduire et à manipuler.

### Échafaudages hybrides
Un échafaudage hybride est un substitut de peau basé sur une combinaison de matériaux synthétiques et naturels. Des exemples d'échafaudages hybrides sont HYAFF® et Laserskin®. Il a été démontré que ces échafaudages hybrides ont de bonnes biocompatibilités in vitro et in vivo et que leur biodégradabilité est contrôlable.

### Échafaudages synthétiques
L'utilisation de matériaux naturels dans les échafaudages a ses inconvénients. Habituellement, ils sont chers, ne sont pas disponibles en grande quantité et présentent un risque de transmission de maladies. Cela a conduit au développement d'échafaudages synthétiques. Lors de la production d'échafaudages synthétiques, il y a un contrôle total sur leurs propriétés. Par exemple, ils peuvent être conçus pour avoir de bonnes propriétés mécaniques et la bonne biodégradabilité. En ce qui concerne l'épaisseur des échafaudages synthétiques, la porosité et la taille des pores sont des facteurs importants pour contrôler la formation du tissu conjonctif. Voici des exemples d'échafaudages synthétiques :
- Membranes en polyéthylène téréphtalate (membranes en PET)
- Membranes perméables en polycarbonate (membranes PC)
- Acide glycolique polylactique poreux ( PLGA )

L'utilisation historique de l'électrofilage pour produire des échafaudages synthétiques remonte au moins à la fin des années 1980, lorsque Simon a montré que la technologie pouvait être utilisée pour produire des échafaudages fibreux à l'échelle nanométrique et submicronique à partir de solutions polymères spécifiquement destinées à être utilisées comme substrats cellulaires et tissulaires in vitro . Cette utilisation précoce des réseaux électrofilés pour la culture cellulaire et l'ingénierie tissulaire a montré que divers types de cellules adhéraient et proliféraient sur les fibres de polycarbonate. Il a été noté que, contrairement à la morphologie aplatie généralement observée dans la culture 2D, les cellules cultivées sur les fibres électrofilées présentaient une morphologie tridimensionnelle plus arrondie généralement observée des tissus in vivo .

## Applications cliniques: muqueuse buccale modifiée de pleine épaisseur
Bien qu'il n'ait pas encore été commercialisé pour un usage clinique, des études cliniques ont été menées sur des traitements intra et extraoraux avec muqueuse orale complètement modifiée. La muqueuse buccale d'épaisseur complète est principalement utilisée dans la chirurgie reconstructive maxillo-faciale et dans la reconstruction péritonéale. De bons résultats cliniques et histologiques ont été obtenus. Par exemple, il y a la croissance vasculaire et les kératinocytes transplantés sont bien intégrés dans l'épithélium natif. La muqueuse orale d'épaisseur complète a également montré de bons résultats pour des applications extraorales telles que la reconstruction urétrale, la reconstruction de la surface oculaire et la reconstruction palpébrale.